# Adam von Bartsch
Johann Adam Bernhard von Bartsch (Viena, 1757 - Viena,1821) fue un artista y escritor austriaco que fue igualmente impresor, aguafortista y grabador.
Se le conoce sobre todo por su obra sobre los grabados titulada Pintor-grabador, escrita en Viena entre 1802 y su muerte en 1821, y publicada en Francia en 14 volúmenes, dedicada a los grabados holandeses, flamencos, y alemanes hasta 1820 y los italianos desde el siglo XV hasta el XVII. 
Bartsch estableció lo que es conocido como numeración definitiva, con su propio nombre seguido de un número; por ejemplo, «Bartsch 17» o «B17», para los grabados al aguafuerte de Rembrandt y las copias de muchos otros artistas. Este sistema es empleado aún hoy en los catálogos de este campo. 
- Datos: Q78785
- Multimedia: Adam von Bartsch / Q78785